# Ricattolicizzazione

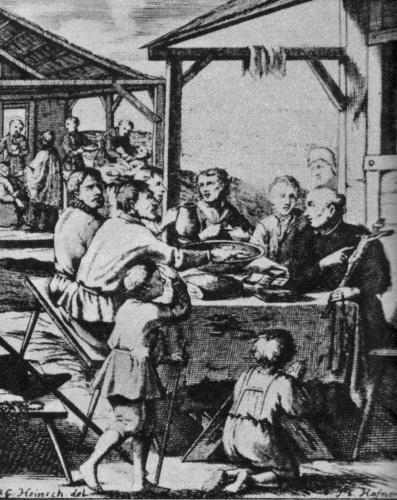
Il gesuita Bedřich Bridel predica la ricattolicizzazione ai popolani cechi - opera di Jan Jiří Heinsch

La ricattolicizzazione (in tedesco: Rekatholisierung) è il fenomeno di riconversione dei protestanti al cattolicesimo. Generalmente si impiega questo termine in riferimento alla storia della Riforma protestante e della Controriforma nell'Europa centrale.
La Controriforma fu principalmente un movimento di discussione intellettuale con la Riforma, con l'obiettivo di limitare il suo impatto e di riconvertire i protestanti alla dottrina cattolica. La ricattolicizzazione rappresenta invece un tentativo più forte di riconvertire i protestanti messa in atto a partire dagli anni 1540 con l'aiuto del potere politico, dopo che il dialogo intellettuale non aveva prodotto nessun risultato apprezzabile.

## Storia
A partire dalla Pace di Augusta del 1555 che sancì nel Sacro Romano Impero il principio secondo cui i sudditi devono seguire la confessione religiosa del sovrano (cuius regio, eius religio).
Era presupposto di questo principio la convinzione comune del tempo, secondo cui non era in nessun modo auspicabile che sudditi di diverse confessioni vivessero sullo stesso territorio in armonia. La ricattolicizzazione intesa in questo contesto, era la reintroduzione del culto cattolico in una chiesa parrocchiale o in tutte le chiese parrocchiali di una zona, dove in precedenza un sovrano cattolico aveva concesso o tollerato il culto luterano o riformato. In particolare, questo avvenne con la rimozione dei pastori luterani e riformati e la sostituzione con sacerdoti cattolici.
I "parrocchiani" per i quali i repentini mutamenti da una confessione all'altra rimanevano spesso incomprensibili - in particolare la Riforma luterana aveva mantenuto la maggior parte delle cerimonie religiose e le differenze visibili dai fedeli si limitavano all'abolizione del celibato ecclesiastico e alla comunione sotto entrambe le specie - si ritenevano ancora cattolici. Questa ricattolicizzazione canonica è stata accompagnata da un processo di insegnamento della fede, una catechesi spesso inedita nei territori cattolici, spesso affidata ai gesuiti. Solo per piccole minoranze la ricattolicizzazione comportò un conflitto di coscienza e all'emigrazione verso territori protestanti. Così fece Ferdinando II (1578-1637), attraverso una radicale deportazione di massa dei protestanti misure fuori dall'Austria.
Anche nel XVIII secolo, vi furono espulsioni per motivi confessionali (ad esempio i luterani furono espulsi dal Salisburghese ne 1732) e l'unità religiosa dei villaggi e delle città fu difesa e conservata fino al XIX secolo.
Già nel XVI secolo, il ricorso al principio cuius regio, eius religio del 1555 e le variazioni di confine non furono più rigorosamente applicati e gli episodi di ricattolicizzazione (come pure il processo inverso di protestantizzazione) furono meno frequenti.

## Il termineRekatholisierung

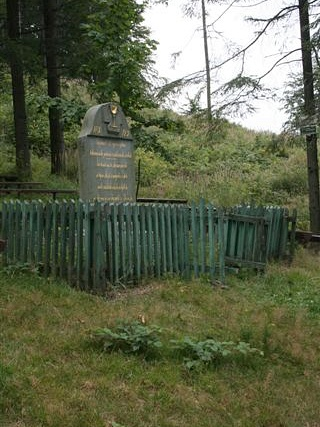
Luogo di culto segreto dei protestanti nei boschi presso Godula in Slesia

Lo storico amburghese Arno Herzig ha tentato di dare una definizione tecnica del termine "ricattolicizzazione" (Rekatholisierung), al fine di una nuova valutazione di questo processo storico all'interno della Controriforma. Ricattolicizzazione non significa necessariamente, come vuole l'opinione comune, il tentativo del XVI secolo di reprimere il protestantesimo e di imporre ai fedeli a tornare al cattolicesimo con la coercizione.
Herzig dà una definizione di "ricattolicizzazione" all'inizio del suo studio, come «ristabilimento perseguito in larga misura con la violenza del cattolicesimo come unica confessione ammessa nello Stato». La religione cattolica è così intesa qui come un'istituzione e al tempo stesso come una forza politica nello Stato, nel quadro del tentativo di sottomettere i protestanti alla sfera di influenza della Chiesa cattolica. Non si tratta quindi di un rinnovamento spirituale della Chiesa, come era previsto dal Concilio di Trento. Ciò è sottolineato anche dallo stesso Herzig. 
Il processo di ricattolicizzazione, in quanto ristabilimento del cattolicesimo, è noto da tempo nella ricerca ed il termine ricattolicizzazione (Rekatholisierung) è da lungo tempo utilizzato con questo significato. Con Arno Herzig, tuttavia, viene per la prima volta impiegato in uno studio di più ampio respiro.
Il concetto di ricattolicizzazione secondo Herzig è basato sullo schema concettuale della confessionalizzazione (cattolica), che è stato formulato da Wolfgang Reinhard e Heinz Schilling e del disciplinamento sociale (Sozialdisziplinierung) proposto da Gerhard Oestreich.
Esso, in questo modo, è incluso nel paradigma della modernizzazione utilizzato per interpretare la storia della prima età moderna. La ricattolicizzazione è uno dei modelli storiografici utilizzati nell'interpretazione del "moderno", paradigma strettamente legato a quello già citato del disciplinamento sociale (Sozialdisziplinierung  o Fundamentaldisziplinierung), di cui parla Oestreich o della confessionalizzazione di Reinhard e Schilling. 
Quelle di cui si tratta, concretamente, sono una serie di misure coercitive, che vanno dalla semplice influenza diplomatica alla violenza aperta, tra i cui risultati vi fu la formazione del cosiddetto criptoprotestantesimo. Per Herzig «la messa in opera della disciplinamento sociale largamente priva di conflitti» nei territori cattolici rappresenterebbe l'effettivo potenziale di modernizzazione del Cattolicesimo, al di là delle forme specifiche di istruzione collettiva di questo periodo.

## Temi storiografici analoghi
- La Reconquista spagnola
- La cristianizzazione dell'Impero romano e dell'Europa medievale
- Le reazioni alle politiche anticlericali e liberali del XIX secolo
- La Spagna di Francisco Franco al termine della Guerra civile.